# New Orleans Saints 2015
La stagione 2015 dei New Orleans Saints è stata la 49ª della franchigia nella National Football League e la nona con Sean Payton come capo-allenatore. Il 16 novembre 2015, i Saints assunsero Dennis Allen per sostituire il licenziato Rob Ryan come coordinatore difensivo. La squadra mancò i playoff per il secondo anno consecutivo e stabilì un record NFL negativo per il maggior numero di passaggi da touchdown concessi in una stagione, 45, superando i 40 dei Denver Broncos del 1963. 

## Scelte nel Draft 2015
| Scelte dei Saints nel Draft 2015 |        |                  |       |                |
| Giro                             | Scelta | Giocatore        | Ruolo | College        |
| 1                                | 13     | Andrus Peat      | T     | Stanford       |
| 1                                | 31     | Stephone Anthony | ILB   | Clemson        |
| 2                                | 44     | Hau'oli Kikaha   | OLB   | Washington     |
| 3                                | 75     | Garrett Grayson  | QB    | Colorado State |
| 3                                | 78     | P.J. Williams    | CB    | Florida State  |
| 5                                | 148    | Davis Tull       | OLB   | Tennessee      |
| 5                                | 154    | Tyeler Davison   | DE    | Fresno State   |
| 5                                | 167    | Damian Swann     | CB    | Georgia        |
| 7                                | 230    | Marcus Murphy    | RB    | Missouri       |

## Staff
| Staff dei New Orleans Saints nel 2015 |
| --- |
| Organi dirigenziali - Proprietario/Presidente: Tom Benson - Proprietario/Vice presidente esecutivo: Rita Benson LeBlanc - Vice presidente esecutivo/General Manager: Mickey Loomis Capo allenatore - Sean Payton Altri allenatori - Assistente del capo-allenatore/Linebacker: Joe Vitt - Coordinatore dello sviluppo della forza e della condizione: Dan Dairymple - Assistente dell sviluppo della forza e della condizione: Charles Byrd e Rob Wenning Allenatori dell'attacco - Coordinatore dell'attacco: Pete Carmichael Jr. - Assistente dell'attacco/Wide Receiver: Carter Sheridan - Assistente dell'attacco/Offensive Line: Frank Smith - Quarterback: Joe Lombardi - Running Back: Dan Roushar - Wide Receiver: Henry Ellard - Tight End: Terry Malone - Offensive Line: Bret Ingalls Allenatori della difesa - Coordinatore della difesa: Dennis Allen - Assistente della difesa: Marcus Ungaro - Assistente della difesa/Linebacker: Brian Young - Defensive Line: Bill Johnson - Secondary: Wesley McGriff - Assistente Secondary: Andre Curtis Allenatori dello special team - Coordinatore dello Special Team: Greg McMahon - Assistente dello Special Team: Stan Kwan |

## Roster
| Roster dei New Orleans Saints nel 2015 |
| --- |
| Quarterback - 9 Drew Brees - 18 Garrett Grayson - 7 Luke McCown Running Back - 22 Mark Ingram - 35 Austin Johnson FB - 23 Marcus Murphy - 29 Khiry Robinson - 28 C.J. Spiller Wide Receiver - 16 Brandon Coleman - 12 Marques Colston - 10 Brandin Cooks - 13 Joseph Morgan - 83 Willie Snead Tight End - 89 Josh Hill - 82 Benjamin Watson Offensive Linemen - 72 Terron Armstead T - 73 Jahri Evans G - 65 Senio Kelemete C - 68 Tim Lelito G - 77 Mike McGlynn G - 75 Andrus Peat T - 64 Zach Strief T - 60 Max Unger C Defensive Linemen - 90 Tavaris Barnes DE - 95 Tyeler Davison DT - 71 Kaleb Eulls DT - 58 Obum Gwacham DE - 76 Akiem Hicks DE - 92 John Jenkins DT - 94 Cameron Jordan DE - 78 Bobby Richardson DE - 93 Kevin Williams DT Linebacker - 50 Stephone Anthony MLB - 91 Kasim Edebali OLB - 59 Dannell Ellerbe OLB - 57 David Hawthorne MLB - 53 Ramon Humber OLB - 44 Hau'oli Kikaha OLB - 56 Michael Mauti MLB Defensive Back - 40 Delvin Breaux CB - 39 Brandon Browner CB - 31 Jairus Byrd FS - 20 Brian Dixon CB - 30 Don Jones SS - 21 Keenan Lewis CB - 38 Kenny Phillips FS - 33 Jamarca Sanford SS - 27 Damian Swann CB - 32 Kenny Vaccaro SS - 24 Kyle Wilson CB Special Team - 47 Justin Drescher LS - 2 Zach Hocker K - 6 Thomas Morstead P Lista delle riserve - 85 Kevin Brock TE (IR) - 25 Rafael Bush FS (IR) - 99 Anthony Spencer DE (IR) - 43 Vinnie Sunseri SS (IR) - 80 Jack Tabb TE (IR) - 55 Davis Tull OLB (IR) - 96 Lawrence Virgil DT (IR) - 36 P.J. Williams CB (IR) Squadra di allenamento - 41 Alden Darby FS - 42 DuJuan Harris RB - 15 Seantavius Jones WR - 62 Cyril Lemon G - 74 Ashaad Mabry DT - 86 Chris Manhertz TE - 45 Toben Opurum FB - 37 Sammy Seamster CB - 69 Bryan Witzmann T 53 attivi, 2 inattivi, 10 nella squadra di allenamento, 0 free agent |
| Legenda - I rookie sono in corsivo. - Il primo ruolo è il principale mentre gli eventuali successivi indicano i ruoli secondari. - (IR) sta per Injured Reserve ed indica la lista ristretta per un solo giocatore infortunato che può tornare ad allenarsi dopo la settimana 6 e a rientrare in prima squadra dopo che questa ha giocato 8 partite. - (NF-Inj.) / (NF-Ill.) stanno rispettivamente per Non-Football Injured e Non-Football Illness ed indicano le liste dove viene inserito un giocatore che ha un infortunio o una malattia non dipendente dal football americano. - (PUP) sta per Physically Unable to Perform ed indica la lista dove viene inserito un giocatore mentre è in attesa di recuperare la condizione fisica. Nella stagione regolare dopo la sesta partita giocata dalla propria squadra, il giocatore ha tempo tre settimane per riprendere ad allenarsi, più tre settimane aggiuntive dal suo rientro agli allenamenti per rientrare in prima squadra. |

## Calendario
| Turno | Data               | Avversario              | Risultato          | Record             | Stadio                        | NFL.com recap      |
| ----- | ------------------ | ----------------------- | ------------------ | ------------------ | ----------------------------- | ------------------ |
| 1     | 13/9               | at Arizona Cardinals    | S 19–31            | 0–1                | University of Phoenix Stadium | Recap              |
| 2     | 20/9               | Tampa Bay Buccaneers    | S 19–26            | 0–2                | Mercedes-Benz Superdome       | Recap              |
| 3     | 27/9               | at Carolina Panthers    | S 22–27            | 0–3                | Bank of America Stadium       | Recap              |
| 4     | 4/10               | Dallas Cowboys          | V 26–20 (DTS)      | 1–3                | Mercedes-Benz Superdome       | Recap              |
| 5     | 11/10              | at Philadelphia Eagles  | S 17–39            | 1–4                | Lincoln Financial Field       | Recap              |
| 6     | 15/10              | Atlanta Falcons         | V 31–21            | 2–4                | Mercedes-Benz Superdome       | Recap              |
| 7     | 25/10              | at Indianapolis Colts   | V 27–21            | 3–4                | Lucas Oil Stadium             | Recap              |
| 8     | 1/11               | New York Giants         | V 52–49            | 4–4                | Mercedes-Benz Superdome       | Recap              |
| 9     | 8/11               | Tennessee Titans        | S 28–34 (DTS)      | 4–5                | Mercedes-Benz Superdome       | Recap              |
| 10    | 15/11              | at Washington Redskins  | S 14–47            | 4–6                | FedEx Field                   | Recap              |
| 11    | Settimana di pausa | Settimana di pausa      | Settimana di pausa | Settimana di pausa | Settimana di pausa            | Settimana di pausa |
| 12    | 29/11              | at Houston Texans       | S 6–24             | 4–7                | NRG Stadium                   | Recap              |
| 13    | 6/12               | Carolina Panthers       | S 38–41            | 4–8                | Mercedes-Benz Superdome       | Recap              |
| 14    | 13/12              | at Tampa Bay Buccaneers | V 24–17            | 5–8                | Raymond James Stadium         | Recap              |
| 15    | 21/12              | Detroit Lions           | S 27–35            | 5–9                | Mercedes-Benz Superdome       | Recap              |
| 16    | 27/12              | Jacksonville Jaguars    | V 38–27            | 6–9                | Mercedes-Benz Superdome       | Recap              |
| 17    | 3/1                | at Atlanta Falcons      | V 20–17            | 7–9                | Georgia Dome                  | Recap              |

Note

Drew Brees nella gara della settimana 10 contro i Redskins

- Gli avversari della propria division sono in grassetto.

## Classifiche

### Division
| NFC South             | NFC South | NFC South | NFC South | NFC South | NFC South | NFC South | NFC South | NFC South | NFC South |
|                       | V         | S         | P         | %         | DIV       | CONF      | PF        | PS        | Str.      |
| --------------------- | --------- | --------- | --------- | --------- | --------- | --------- | --------- | --------- | --------- |
| (1) Carolina Panthers | 15        | 1         | 0         | .938      | 5–1       | 11–1      | 500       | 308       | V1        |
| Atlanta Falcons       | 8         | 8         | 0         | .500      | 1–5       | 5–7       | 339       | 345       | S1        |
| New Orleans Saints    | 7         | 9         | 0         | .438      | 3–3       | 5–7       | 408       | 476       | V2        |
| Tampa Bay Buccaneers  | 6         | 10        | 0         | .375      | 3–3       | 5–7       | 342       | 417       | S4        |